# 载流子散射
载流子散射是指半导体中的电荷载流子（包括电子和空穴)在输运过程中受到散射的现象。了解外部场效应下的载流子散射过程是半导体芯片设计的核心，以方便后续使用电子设计自动化（EDA）或电子计算机辅助设计（ECAD）系统，进行集成电路和印刷电路板的设计。
半导体中存在两种不同的电荷载流子，即携带负电荷的电子和携带正电荷的空穴。非超导相的半导体中电子和空穴的输运会受到半导体内部的长程无序和短程无序而发生散射，从而表现出电阻、热电势和电子热阻等效应。
测量载流子的平均散射时间通常比较容易。可以测量在不同栅极电压下的电导率，再通过一级近似，来拟合来获得一个散射时间的平均值 。 也可以通过观测快速激光辅助下的光子-电子相互作用来实时获得 。
测量载流子散射对能量的灵敏度比较困难。根据麻省理工学院唐爽和崔瑟豪斯的研究成果，可以通过调节费米能级位置以测量热电势的最大值的方式，来检测载流子散射的能量敏感度。 此后，“唐-崔瑟豪斯理论”被广泛用于测量各种新型半导体材料中载流子的散射机制，包括超晶格 、纳米管 、石墨烯 、过渡金属二硫化物单层和黑磷  。

## 半导体悬挂键的电子能级

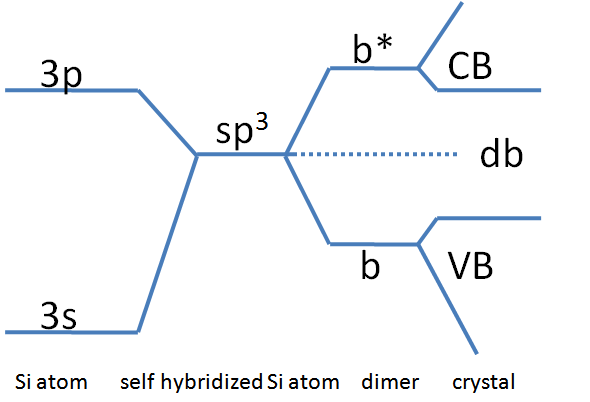
图 1：晶体硅形成不同电子能级的哈里森图。纵轴是能量。 3s 和 3p 轨道在单个硅原子上杂化，这在能量上是不利的，因为两个3s 电子获得的能量多于两个 3p 电子损失的能量。形成有利的二聚体可以促成键的形成（b）和反键（b*）的状态，最终导致净能量降低，随后的原子堆叠形成导带（CB）和价带（VB）。悬挂键态 (db) 相当于缺失的 sp^{3} 键。

确定悬挂键能级的一种更简单、更定性的方法是使用哈里森图。  金属具有非定向性和较小的德拜长度，由于其带电性，即可认为悬挂键即使存在也无关紧要。半导体是电介质，因此电子可以感受到并被困在缺陷能态中。这些状态的能级由构成固体的原子决定。图 1 显示了元素半导体硅的哈里森图。从左到右，s轨道和 p轨道杂化形成 sp3 键，当多个sp3 杂化的硅-硅二聚体相连接时，就形成了导带和价带。如果存在空位，例如固/真空界面处每个原子上的空位，则会导致至少一个断裂的 sp3 键，其能量相当于单个自杂化硅原子的能量，如图1所示。该能量大致对应于硅带隙的中间，价带上方约0.55 eV处。当然，这是最理想的情况，而如果发生化学键钝化效应（见下文）和表面重构效应，情况就会有所不同。实验上，如果仪器灵敏度和/或缺陷密度足够高，则可以使用吸收光谱或X射线光电子能谱来确定这些状态的能量。

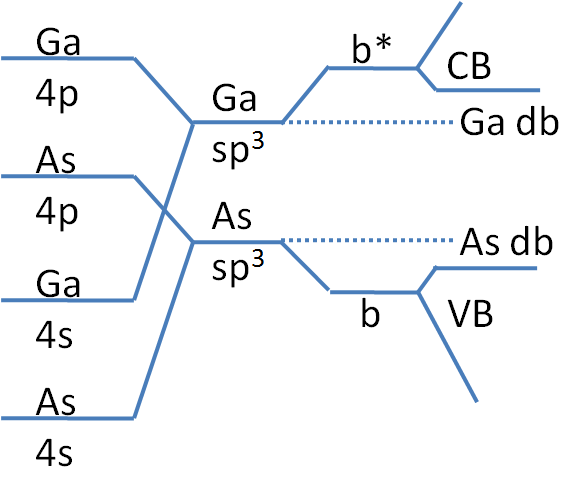
图 2：III-IV 化合物半导体砷化镓的哈里森电子能图。与硅相同，该晶体是通过添加杂化砷化镓二聚体构建的。由于空位导致镓的悬挂键在导带底附近形成。 镓空位产生砷的悬挂键，其能量接近价带顶。 价带主要由“类砷”态组成，因为离子性将电子置于砷原子上，因此 导带态是“类镓”的。

化合物半导体（例如砷化镓）具有更靠近能带边缘的悬挂键（见图 2）。随着成键变得越来越离子化，这些状态甚至可以充当掺杂剂。这是众所周知的 {\displaystyle p}-型氮化镓掺杂困难的原因，其中氮空位由于其高蒸汽压导致高镓悬挂键密度。这些状态接近导带边缘，因此充当供体。当引入p型受体掺杂剂时，它们会立即被氮空位填充。对于这些浅能态，它们的处理通常被认为类似于氢原子，对于阴离子或阳离子空位的情况如下（{\displaystyle m*}为阳离子中空穴的有效质量或阴离子中电子的有效质量为）。结合能为:
{\displaystyle E_{c}-E_{db}=U+KE={\frac {1}{2}}U\;\;(1)}
其中 {\displaystyle U=-q^{2}/(4\pi \epsilon \epsilon _{r})}是占据悬挂键的电子与其离子核心之间的静电势，其中{\displaystyle \epsilon }为自由空间介电常数，{\displaystyle \epsilon _{r}}为相对介电常数，{\displaystyle r}为电子-离子核间举例。电子平移能 {\displaystyle KE=-U/2} 的简化是由于中心对称势的维里定理。正如玻尔模型所描述的，{\displaystyle r} 受到量化
{\displaystyle n\lambda =2\pi r\;\;(2)} 。
电子动量为{\displaystyle p=mv=h/\lambda } 使得
{\displaystyle KE={\frac {p^{2}}{2m^{*}}}={\frac {h^{2}n^{2}}{8m^{*}\pi ^{2}r^{2}}}=-{\frac {U}{2}}={\frac {q^{2}}{8\pi \varepsilon \varepsilon _{r}r}}\;\;(3)}
从而有
{\displaystyle r={\frac {4\pi \hbar ^{2}n^{2}\varepsilon \varepsilon _{r}}{q^{2}m^{*}}}\;\;(4)}
和
{\displaystyle E_{c}-E_{db}={\frac {U}{2}}={\frac {m^{*}q^{4}}{8h^{2}(\varepsilon \varepsilon _{r})^{2}}}\;\;(5)} 。
由于缺陷倾向于远离任一能带边缘，因此这种处理会相对失去准确性。

## 缺陷散射
悬挂键能级是描述缺陷附近电子的波函数的特征值。在载流子散射的经典模型中，这对应于散射频率的费米黄金法则的最终状态：
{\displaystyle S_{k'k}={\frac {2\pi }{\hbar }}|<f|H'|i>|^{2}\delta (E_{f}-E_{i})\;\;(6)}
其中 {\displaystyle H'} 为相互作用参数，狄拉克δ函数 {\displaystyle \delta (E_{f}-E_{i})} 表示弹性散射。简单关系 {\displaystyle 1/\tau =\Sigma _{k',k}S_{k'k}}与 {\displaystyle \sigma =ne_{2}\tau /m^{*}} 和Matthiessen规则结合使用以合并其他散射过程时，使其成为表征材料输运特性的方程。
{\displaystyle S_{k'k}} 的值主要由交互参数{\displaystyle H'}决定。该术语根据是否考虑浅能态或深能态而有所不同。对于浅能态，{\displaystyle H'} 是重新定义的哈密顿量 {\displaystyle H=H_{o}+H'}的扰动项，其中{\displaystyle H_{o}}的特征值能量为{\displaystyle E_{i}}。这种情况的矩阵是
{\displaystyle <f|H'|i>\equiv M_{k'k}={\frac {1}{V}}\int d{\bar {r}}H'e^{i{\bar {r}}({\bar {k}}-{\bar {k}}')}={\frac {1}{V}}\sum _{\bar {q}}\int d{\bar {r}}H_{\bar {q}}e^{i{\bar {r}}({\bar {k}}-{\bar {k}}'+{\bar {q}})}={\frac {1}{V}}\sum _{\bar {q}}H_{\bar {q}}\delta _{{\bar {k}}-{\bar {k}}'},_{\bar {q}}={\frac {1}{V}}H_{\bar {q}}\;\;(7)}
其中{\displaystyle k'} 是最终状态的波矢，由于缺陷密度足够小而无法形成能带 ({\displaystyle ~<10^{10}/cm^{2}})，因此其只有一个值。使用傅里叶周期点电荷的泊松方程，
{\displaystyle \nabla ^{2}V({\bar {r}})={\frac {-e\delta ({\bar {r}})}{\varepsilon \varepsilon _{r}}}=-\sum _{\bar {q}}{\bar {q}}^{2}V_{\bar {q}}e^{i{\bar {q}}{\bar {r}}}={\frac {-e}{V\varepsilon \varepsilon _{r}}}\ \sum _{\bar {q}}e^{i{\bar {q}}{\bar {r}}}\;\;(8)} ,
给出悬挂键势的傅里叶系数 {\displaystyle V_{q}=e/(q^{2}\epsilon \epsilon _{r}V)} 其中{\displaystyle V}是体积。这使得
{\displaystyle H_{\bar {q}}=-eV_{\bar {q}}={\frac {-e^{2}}{{\bar {q}}^{2}\varepsilon \varepsilon _{r}V}}={\frac {-e^{2}}{({\bar {q}}^{2}+q_{s}^{2})\varepsilon \varepsilon _{r}V}}\;\;(9)}
其中{\displaystyle q_{s}}是由于电荷屏蔽而产生的德拜长度波矢校正。那么，散射频率为
{\displaystyle {\frac {1}{\tau }}=\sum _{{\bar {k}}',{\bar {k}}}S_{{\bar {k}}'{\bar {k}}}=n\sum _{\bar {k}}{\frac {2\pi }{\hbar }}{\frac {e^{4}\delta (E_{\bar {k}}-E_{{\bar {k}}'})}{\varepsilon \varepsilon _{r}V[{\bar {q}}^{2}-q_{s}^{2}]^{2}}}={\frac {ne^{4}}{4\pi ^{2}\hbar \varepsilon \varepsilon _{r}}}\int \int \int dkd\theta d\phi {\frac {k^{2}sin\theta \;\delta (E_{\bar {k}}-E_{{\bar {k}}'})}{[{\bar {q}}^{2}-q_{s}^{2}]^{2}}}\;\;(10)}
其中 {\displaystyle n} 是体积缺陷密度。利用 {\displaystyle |k|=|k'|} 执行积分，给出
{\displaystyle {\frac {1}{\tau }}={\frac {ne^{4}}{2\pi {\sqrt {2m^{*}(E_{c}-E_{db})}}\hbar ^{2}\varepsilon \varepsilon _{r}}}\left({\frac {1}{q_{s}^{2}}}-{\frac {1}{q_{s}^{2}+{\frac {8m^{*}(E_{c}-E_{db})}{\hbar ^{2}}}}}\right)\;\;(11)} 。
当缺陷为非周期性时，上述以傅立叶级数表示悬挂键势的处理会失败。由于缺陷密度较低，才可能将方程 (10) 中的总和简化为 {\displaystyle n} 。如果每个原子（或可能每个其他原子）都有一个悬挂键（这对于非再构表面来说是相当合理的），则还必须对 {\displaystyle k'} 进行积分。由于在定义相互作用矩阵时使用微扰理论，上面假设{\displaystyle H'} 值较小，或者接近能带边缘的浅缺陷态。幸运的是，费米黄金法则本身非常通用，如果传导电子和缺陷之间的相互作用被充分理解，可以将它们的相互作用建模为替代 {\displaystyle H'} 的算子，则可以用于深态缺陷。

## 钝化

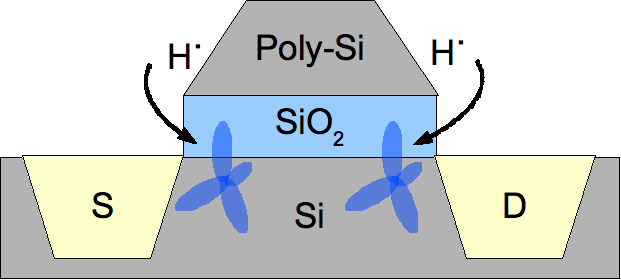
图 4：硅金属氧化物半导体场效应晶体管 (MOSFET) 的氢钝化，以减少硅/二氧化硅界面态。氢键与硅完全满足 sp^{3} 杂化，提供缺陷态占据，防止载流子散射到这些状态。

表面缺陷总是可以被原子“钝化”，有目的地占据相应的能级，这样输运电子就不能散射到这些态中（有效地减少等式 {\displaystyle (10)}中的{\displaystyle n}）。例如，用氢在金屬氧化物半導體場效電晶體的沟道/氧化物界面处进行硅的钝化（图 4）是一种经典程序，有助于将 {\displaystyle ~10^{10}cm^{-2}}的缺陷密度降低12倍，从而提高迁移率和开关速度。去除中间态会减少隧穿势垒，同时也会减少栅极漏电流并增加栅极电容以及瞬态响应。其效果是硅的sp3键变得完全饱和。这里明显的要求是半导体氧化钝化原子的能力，或者，{\displaystyle E_{c}-E_{db}+\chi >E_{I}}，其中 {\displaystyle \chi }为半导体的电子亲和力，而{\displaystyle E_{I}}为原子的电离能。

## 声子散射

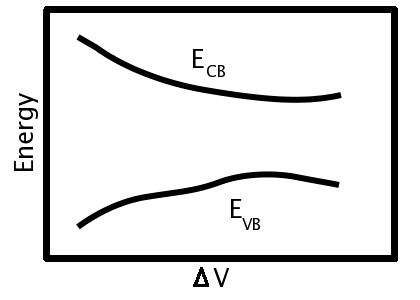
图 5：当晶体的原子位置偏离平衡状态以产生体积应变时，能带边缘（导带和价带 ）变化示意图。

我们现在考虑带有称为声子晶格变形的载流子散射。考虑这种传播波产生的体积位移，{\displaystyle \Delta V_{0}}，从而导致具有时间依赖性的应变， {\displaystyle \Delta V_{0}/V_{0}=\bigtriangledown u(r,t)} 其中使用简单的平面波来描述声子传播， {\displaystyle u(r,t)\propto exp\pm (iqr-i\omega t)} 。原子远离其平衡位置的位移通常会导致电子能带结构的变化（图 5），其中，对于散射，我们关注能量为{\displaystyle ~E_{CB}}的导带中的电子，
{\displaystyle \Delta E_{CB}={\frac {\mathrm {d} E_{CB}}{\mathrm {d} V_{0}}}\Delta V_{0}=V_{0}{\frac {\mathrm {d} E_{CB}}{\mathrm {d} V_{0}}}{\frac {\Delta V_{0}}{V_{0}}}=Z_{DP}\cdot \bigtriangledown u(r,t)\;\;(12)} 。
经验参数{\displaystyle Z_{DP}}称为变形势，描述电子-声子耦合强度。乘以声子布居（玻色-爱因斯坦分布，{\displaystyle N_{q}}给出总变形势，
{\displaystyle \Delta E_{CB}^{Tot}={\widehat {H}}_{int}=Z_{DP}\cdot \bigtriangledown u(r,t){\sqrt {N_{q}+{\frac {1}{2}}\pm {\frac {1}{2}}}}=\pm iqZ_{DP}u(r,t){\sqrt {N_{q}+{\frac {1}{2}}\pm {\frac {1}{2}}}}\;\;(13)}
这里，{\displaystyle +} 对应于声子发射，{\displaystyle -}对应于散射事件期间的声子吸收。一个注释，因为{\displaystyle q\perp u(r,t)}对于横向声子，只有与纵向声子的相互作用是非零的。因此，完整的相互作用矩阵为
{\displaystyle <k'|{\widehat {H}}_{int}|k>=\pm iqZ_{DP}u(r,t){\sqrt {N_{q}+{\frac {1}{2}}\pm {\frac {1}{2}}}}\delta _{k',k\pm q}\;\;(14)}
其中克罗内克δ函数强制动量守恒，其源于假设电子波函数（最终状态， {\displaystyle <k'|} ，和初始状态， {\displaystyle |k>} ）也是平面波。

## 声学声子
使用费米黄金法则，可以近似计算低能声学支声子的散射率。这些声子的相互作用矩阵是
{\displaystyle |<k'|{\widehat {H}}_{int}|k>|^{2}=Z_{DP}^{2}{\frac {\hbar \omega _{q}}{2V\rho c^{2}}}(N_{q}+{\frac {1}{2}}\pm {\frac {1}{2}})\delta _{k',k\pm q}\;\;(15)}
声子角频率 {\displaystyle \omega _{q}=cq}、体积{\displaystyle V}、固体密度{\displaystyle \rho }和声子群速度{\displaystyle c}。 将其代入方程式 6 给出
{\displaystyle S_{k'k}^{Ac}={\frac {2\pi }{\hbar }}Z_{DP}^{2}{\frac {\hbar \omega _{q}}{2V\rho c^{2}}}(N_{q}+{\frac {1}{2}}\pm {\frac {1}{2}})\delta _{k',k\pm q}\delta [E(k')-E(k)\pm \hbar \omega _{q}]\;\;(16)} 。
假设 {\displaystyle N_{q}>>1>>}、{\displaystyle \hbar \omega <<kT} 和 {\displaystyle g(E')~g(E)}（这通常适用于三维晶体，因为传导电子能量通常远大于{\displaystyle \hbar \omega }并且 {\displaystyle g(E)} 缺乏任何范霍夫奇点) 给出散射率：
{\displaystyle {\frac {1}{\tau }}=\sum _{k'}S_{k'k}^{Ac}=\sum _{k}S_{k\pm q,k}^{Ac}}
{\displaystyle ={\frac {2\pi }{\hbar }}Z_{DP}^{2}{\frac {\hbar \omega _{q}}{2V\rho c^{2}}}({\frac {kT}{\hbar \omega _{q}}})\sum _{k}\delta _{k',k\pm q}\delta [E(k')-E(k)\pm \hbar \omega _{q}]}
{\displaystyle ={\frac {2\pi }{\hbar }}Z_{DP}^{2}{\frac {kT}{2V\rho c^{2}}}V\times g(E)}
{\displaystyle ={\frac {\sqrt {2}}{\pi }}{\frac {Z_{DP}^{2}m^{*{\frac {3}{2}}}kT}{\rho \hbar ^{4}c^{2}}}{\sqrt {E-E_{CB}}}\;\;(17)}
其中 {\displaystyle g(E)} 是电子的态密度，使用具有抛物线色散的三维解来获得最终答案。

## 光学声子
通常，光学支声子色散关系中的能量具有相当于或大于 {\displaystyle kT} 的两级，因此，无法进行近似 {\displaystyle \hbar \omega <<kT}和 {\displaystyle N_{q}>>1}。然而，仍然可以使用爱因斯坦模型近似处理复杂的声子色散，该模型假设固体中只存在一种声子模式。对于光学支的声子，由于{\displaystyle \omega (q)}的斜率变化非常小，这种近似是足够的。因此，我们可以假设{\displaystyle \hbar \omega (q)\approx \hbar \omega (q)}是一个常数，而{\displaystyle N_{q}} 也是一个仅与温度相关的常数。最后的近似值 {\displaystyle g(E')=g(E\pm \hbar \omega )~g(E)} 无法进行，因为{\displaystyle \hbar \omega \sim E} 并且无解，但{\displaystyle \tau }总和所增加的复杂性是最小的。
{\displaystyle {\frac {1}{\tau }}=\sum _{k'}S_{k'k}^{Op}={\frac {2\pi }{\hbar }}Z_{DP}^{2}{\frac {\hbar \omega }{2V\rho c^{2}}}(N_{q}+{\frac {1}{2}}\pm {\frac {1}{2}})\sum _{k'}\delta _{k',k\pm q}\delta [E(k')-E(k)\pm \hbar \omega ]}</br> {\displaystyle =Z_{DP}^{2}{\frac {\hbar \omega }{8\pi ^{2}\hbar \rho c^{2}}}(N_{q}+{\frac {1}{2}}\pm {\frac {1}{2}})g(E\pm \hbar \omega )\;\;(18)} 。
其相加的和转化为 {\displaystyle E'} 处的态密度，并且由于 {\displaystyle \hbar \omega (q)\approx \hbar \omega }，可以从总和中取出玻色-爱因斯坦分布。